# Lista de pessoas da Universidade de Coimbra
Esta lista objetiva reunir artigos sobre pessoas notáveis, quer estudantes, quer professores, da Universidade de Coimbra, quer habitantes da Cidade.

## Estudantes e professores notáveis

### Arquitectos
- Fernando Távora
- Domingos Tavares
- Diogo Seixas Lopes
- João Mendes Ribeiro
- Alexandre Alves Costa
- Raúl Hestnes Ferreira
- Jorge Figueira
- Pedro Maurício Borges
- Luis Urbano
- Walter Rossa

### Artistas
- Alice Geirinhas[1]
- António Olaio
- Emanuel AG (Agarez-Guedes)
- Fábio Lucindo
- Felippe Moraes[2]
- José Maçãs de Carvalho[3]
- Paulo Brandão

### Cientistas
- Adriano Supardo Vaz Serra
- Agostinho Almeida Santos
- Alberto Rocha Brito
- Albertino Barros
- Alexandre Linhares Furtado
- Alfredo Fernandes Martins
- Ariel Toh Shu Xian[1]
- Anselmo Ferraz de Carvalho
- António Augusto da Costa Simões
- António Manuel de Oliveira Gomes Martins
- António Henrique Nunes Vicente
- António Pinho de Brojo
- António Poiares Baptista
- Aristides de Amorim Girão
- Augusto Joaquim Alves dos Santos
- Augusto Vaz Serra
- Aurélio Quintanilha
- Bártolo do Vale Pereira.
- Bernardino Machado
- Carlos Sá Trindade
- Daniel de Matos
- Diogo Pacheco de Amorim
- Egas Ferreira Pinto Basto
- Eusébio Tamagnini
- Fausto Pureza
- Feliciano Guimarães
- Félix Avelar Brotero
- Fernanda Delgado Cravidão
- Fernando Duarte Silva de Almeida Ribeiro
- Fernando Manuel da Silva Rebelo
- Fernando Pinto Coelho
- Francisco da Costa Lobo
- Francisco Gomes Teixeira
- Francisco Ibérico Nogueira
- Guilherme Barros e Cunha
- Gumersindo Sarmento da Costa Lobo
- Aureliano de Mira Fernandes
- J.M.S. Simões-Pereira - Cientista, Escritor e professor.
- João da Providência Santarém e Costa
- João José Lobato Guimarães
- João Rui Pita
- João Serras e Silva
- Joaquim Antunes de Azevedo
- José Anastácio da Cunha
- José Bayolo Pacheco de Amorim
- José Manuel Pereira de Oliveira
- José Monteiro da Rocha
- José Ramos Bandeira
- José Vicente de Seiça
- José Vicente Gonçalves
- Júlio Henriques
- Luciano Pereira da Silva
- Luís Guilherme Mendonça de Albuquerque
- Luís Raposo
- Manuel dos Reis
- Manuel Marques Esparteiro
- Manuel Pereira Dias
- Maria Serpa dos Santos
- Mário Silva
- Mário Simões Trincão
- Orlando Ribeiro
- Renato Trincão
- Ruy Luís Gomes
- Sidónio Pais
- Egas Moniz — prémio Nobel da Medicina
- Elísio de Moura
- Fernando Bissaya Barreto
- José Gouveia Monteiro
- Pedro Nunes
- Christopher Clavius
- José Veiga Simão
- Virgílio Taborda
- Vítor Crespo

### Desportistas (futebol)
- Artur Jorge
- Bentes
- Celestino
- Curado
- Ernesto
- Gervásio
- Maló
- Mário Campos
- Mário Torres
- Mário Wilson
- Marques
- Melo
- Pedro Roma
- Rui Rodrigues
- Toni
- Vieira Nunes
- Vítor Campos
- Zé Castro
- Micky

### Diplomatas
- Alberto da Veiga Simões
- Aristides Sousa Mendes
- César Sousa Mendes do Amaral e Abranches

### Escritores
- Almeida Garrett
- Alberto Monsaraz
- Antero de Quental
- António Macedo Papança (1.º conde de Monsaraz)
- António Nobre
- António Silva Gaio
- Camilo Pessanha
- Eça de Queirós
- Ivone Mendes da Silva
- José Anastácio da Cunha
- Luís Vaz de Camões
- Manuel Alegre
- Miguel Torga
- Mário de Sá Carneiro
- Vergílio Ferreira
- Eugénio de Andrade
- Eugénio de Castro
- Fernando Namora
- Manuel da Silva Gaio
- Vieira de Castro
- José Manuel Santos Simões-Pereira - Escritor e professor.
- José Régio
- José Ribeiro Ferreira
- Gregório de Matos
- Tomás Antônio Gonzaga
- Nuno Camarneiro

### Filólogos e críticos literários
- Aida Fernanda Dias
- Albin-Edouard-Andreas Beau
- Álvaro Júlio da Costa Pimpão
- Américo da Costa Ramalho
- Andrée Crabbé Rocha
- Aníbal Pinto de Castro
- António Augusto Gonçalves Rodrigues
- Armando de Lacerda
- Carlos Reis
- Carlos Simões Ventura («o Faraó»)
- Carolina Michaelis de Vasconcelos
- Clara Crabbé Rocha
- Clarinda de Azevedo Maia
- Eduardo Lourenço
- Eugénio de Castro e Almeida
- Ferrand Pimentel de Almeida
- Francisco da Luz Rebelo Gonçalves
- João da Providência de Sousa Costa
- Joaquim Mendes dos Remédios
- Jorge Morais Barbosa
- José Carlos Seabra Pereira
- José Geraldes Freire
- José Gonçalo Chorão Herculano de Carvalho
- José Maria Rodrigues
- José Simões Neves
- Joseph Maria Piel
- Manuel de Oliveira Pulquério
- Manuel de Paiva Boléo
- Maria Aparecida Ribeiro
- Maria do Céu Fialho
- Maria Helena Monteiro da Rocha Pereira
- Maria Irene Abreu Ramalho de Sousa Santos
- Maria José Moura Santos
- Sebastião Tavares de Pinho
- Teolinda Gersão
- Vítor Manuel Aguiar e Silva
- Walter Sousa de Medeiros

### Historiadores
- Aarão Soeiro de Lacerda
- Amadeu Carvalho Homem
- Ana Carolina Monteiro Paiva
- António de Oliveira
- António de Vasconcelos
- António Manuel Botelho Hespanha
- António Nogueira Gonçalves
- António Lopes Pires Nunes
- António Resende de Oliveira
- Artur Miranda Montenegro
- Avelino de Jesus da Costa
- Baltazar da Silva Lisboa (1761-1840)
- Damião Peres
- Guilherme Braga da Cruz
- Joaquim Martins Teixeira de Carvalho
- Joaquim Pedro Martins
- Luís Reis Santos
- Manoel Paulo Merêa
- Manuel Gonçalves Cerejeira
- Manuel Lopes de Almeida
- Maria Helena da Cruz Coelho
- Maria José Azevedo Santos
- Maria Manuela Tavares Ribeiro
- Mário de Castro Hipólito
- Mário Mendes dos Remédios de Sousa Brandão
- Mário Júlio de Almeida Costa
- Torquato de Sousa Soares
- Fernando Catroga
- Irene Vaquinhas
- João Lourenço Roque
- João Manuel Bairrão Oleiro
- João Gouveia Monteiro
- João Marinho dos Santos
- Joaquim Martins Teixeira de Carvalho («Quim Martins»)
- Joaquim Ramos de Carvalho
- Joaquim Romero Magalhães
- José d'Encarnação
- José Júlio Gonçalves Coelho
- José Maria Amado Mendes
- José Maria Pereira de Lima
- José Pedro Paiva
- José Sebastião da Silva Dias
- Ladislau dos Santos Titara
- Leontina Ventura
- Luís Ferrand de Almeida
- Luís Reis Torgal
- Jorge de Alarcão
- Manuel António Coelho da Rocha
- Manuel Augusto Rodrigues
- Margarida Sobral Neto
- Maria Helena da Cruz Coelho
- Maria José Azevedo Santos
- Pascoal José de Mello Freire
- Pedro Dias
- Raquel Vilaça
- Ricardo Raimundo Nogueira
- Rui Figueiredo Marcos
- Salvador Dias Arnaut
- Saul António Gomes
- Teófilo Braga
- Virgílio Correia

### Humanistas
- André de Resende
- Jerónimo Osório
- Diogo de Teive
- António Ferreira
- João Vasco Vicente

### Juristas
- Abel de Andrade
- Adriano Vaz Serra
- Afonso Costa
- Afonso Rodrigues Queiró
- Alberto Rocha Saraiva
- Alexandre José Castro de Azevedo
- Alexandre Pessoa Vaz
- Álvaro da Costa Machado Vilela
- Anabela Miranda Rodrigues
- Aníbal Almeida
- António Carneiro Pacheco
- António Ferrer Correia
- António José Avelãs Nunes
- António Santos Justo
- Armando Guedes da Costa
- Artur Anselmo de Castro
- Avelino César Calisto
- Carlos Alberto dos Reis
- Diogo Leite de Campos
- Domingos Fezas Vital
- Eduardo Correia
- Fernando de Andrade Pires de Lima
- Francisco Lucas Pires
- Francisco Pereira Coelho
- Guilherme de Oliveira
- Guilherme Moreira
- Manuel de Andrade
- Manuel da Costa Andrade
- António Castanheira Neves
- Basílio Alberto de Sousa Pinto
- Carlos Alberto da Mota Pinto
- João de Matos Antunes Varela
- João Baptista Machado
- João Calvão da Silva
- João Pinto da Costa Leite (Lumbrales)
- João Roiz de Almeida Garrett
- João Tello de Magalhães Colaço
- Jorge de Figueiredo Dias
- José Alberto dos Reis
- José Caeiro da Matta
- José Caetano Lobo d'Ávila da Silva Lima
- José Beleza dos Santos
- José Dias Ferreira João
- José Guilherme Xavier Basto
- José João Gonçalves de Proença
- José Joaquim Maria Tavares
- José Júlio Pizarro Beleza
- José Gabriel Pinto Coelho
- José Joaquim Gomes Canotilho
- José Joaquim Lopes Praça
- José Joaquim Teixeira Ribeiro
- Manuel Carlos Lopes Porto
- Manuel de Oliveira Chaves e Castro
- Manuel Henrique Mesquita
- Manuel Rodrigues Júnior
- Maria Nazareth Lobato Guimarães
- Mário de Figueiredo
- Orlando de Carvalho
- Orlando Guedes da Costa
- Pedro Augusto Monteiro Castelo Branco («Pedro Penedo»)
- Rogério Ehrhardt Soares
- Rui Alarcão
- Rui Moura Ramos
- Ruy Ennes Ulrich
- Sebastião Cruz
- Vasco da Gama Lobo Xavier
- Vital Moreira
- Victor João de Vasconcelos Raposo Ribeiro Calvete

### Magistrados
- Fernando José de Portugal e Castro

- José Rodrigues Gomes Pereira

### Médicos
- Agostinho Neto
- Rui Clímaco
- Tiago Lorga
- José Luís Pio Abreu

### Músicos
- Ângelo Vieira Araújo
- António Bernardino
- Afonso de Sousa
- António Menano[4]
- Armando de Carvalho Homem (1923-1991)
- Arménio Silva
- Artur Paredes
- Aurélio Afonso dos Reis
- Carlos Paredes
- Carlos Mendes (Kaló)
- Fernando Machado Soares
- José Cid
- Adriano Correia de Oliveira
- José (Zeca) Afonso
- António Brojo
- Alexandre Santos (James C.)
- António Portugal
- António Sutil Roque
- Arménio Marques dos Santos
- Augusto Camacho
- Carlos Correia («Boris»)
- Carlos Paredes
- Fernando Alvim
- Fernando Gomes Alves
- Fernando Monteiro
- Fernando Rolim
- Ferreira Alves
- Flávio Rodrigues
- Gonçalo Paredes
- José Maria Amaral
- Lucas Junot
- Manuel Rodrigues Paredes
- Mário Henriques de Castro
- Paradela de Oliveira
- Jorge Chaminé
- Jorge Gomes
- José Manuel Santos
- Luiz Goes
- Pedro Chau
- Mário Medeiros
- Martim Urbano
- João Bagão
- Jorge Tuna
- João Barros Madeira
- Jorge Godinho
- José Miguel Baptista
- José Niza
- Armando Marta
- Nuno Guimarães
- Octávio Sérgio
- Hermínio Menino
- Eduardo de Melo
- Ernesto de Melo
- António Andias
- Francisco Filipe Martins
- Manuel Borralho
- José Ferraz de Oliveira
- José Bárrio
- Rui Pato
- José Tito Mackay Ferreira dos Santos
- Durval Moreirinhas (1937-2017)
- Humberto Matias
- Paulo Alão
- Mário Veiga
- António José Rocha
- Álvaro Aroso
- José Carlos Teixeira
- José Santos Paulo
- Eduardo Aroso
- Mário José de Castro
- Paulo Jorge Soares (Jó Jó)
- Luís Marques
- Rui Namora

### Políticos
- Alberto João Jardim
- Alberto Vilaça
- António Arnaut
- António Cândido Ribeiro da Costa
- António de Oliveira Salazar
- António Sardinha
- António Barbosa de Melo
- Fernando Nogueira
- José Manuel Cardoso da Costa
- José Relvas
- José Bonifácio de Andrada e Silva
- Juvenal de Araújo

### Prelados
- Afonso Mendes
- Afonso Furtado de Mendonça
- Aires da Silva
- Anacleto Cordeiro Gonçalves de Oliveira
- António da Ressurreição
- António da Trindade de Vasconcelos Pereira de Melo
- António Xavier de Sousa Monteiro
- André de Almada
- André Teixeira Palha
- Augusto Eduardo Nunes
- Bernardo Rodrigues Nogueira
- Bernardo Augusto de Madureira e Vasconcelos
- Caetano Brandão
- Ernesto Sena de Oliveira
- João Maria Pereira de Amaral e Pimentel
- José do Patrocínio Dias
- Luís da Cunha de Abreu e Melo
- Luís de Figueiredo e Lemos
- Manuel do Cenáculo
- Manuel Nicolau de Almeida
- Manuel Pires de Azevedo Loureiro
- Manuel da Cruz
- Manuel Gonçalves Cerejeira
- Manuel Trindade Salgueiro
- Manoel de Meneses
- Pedro de Castilho

### Presidentes da República Portuguesa
sendo seis dos nove presidentes portugueses não militares
- Manuel de Arriaga
- Teófilo de Braga
- Bernardino Machado
- Sidónio Pais
- António José de Almeida

### Primeiros-ministros
- Sebastião José de Carvalho e Melo, Marquês de Pombal
- Carlos Alberto da Mota Pinto
- Ernesto Hintze Ribeiro
- António de Oliveira Salazar

### Sociólogos
- Boaventura de Sousa Santos
- Carlos Fortuna
- Elísio Estanque
- João Arriscado Nunes
- José Manuel Pureza
- Maria Ioannis Benis Baganha
- Maria Manuel Leitão Marques
- Pedro Hespanha

### Filósofos
- Alexandre Fradique Morujão
- Alexandre Franco de Sá
- António Manuel Martins
- António Pedro Pita
- Arnaldo Miranda Barbosa
- Joaquim de Carvalho
- Joaquim Ferreira Gomes
- Luís Cabral de Moncada
- Manuel Trindade Salgueiro
- Maria Luísa Portocarrero
- Mário Santiago de Carvalho
- Miguel Baptista Pereira
- Sílvio Lima
- Pedro da Fonseca
- Francisco Suárez

### Teólogos
- Bartolomeu da Costa